# Vânjuleț
Vânjuleț – wieś w Rumunii, w okręgu Mehedinți, w gminie Vânjuleț. W 2011 roku liczyła 1564 mieszkańców.